# فريبرز عربنيا
فريبرز عرب نيا ممثل ومخرج إيراني ولد في 28 أبريل 1964 في طهران. أبرز أدواره كان تمثيل الشخصية الرئيسية في مسلسل المختار الثقفي.

## أعماله
| - الورقة الرابحة (برك برنده) للمخرج سيروس الوند - المرتزقة (باج خور) لفرزاد مؤتمن - الفراشة (بروانه) لعباس رافعي - فتاة في القفص (دختري در قفس) لقدرت الله صلح ميرزايي - عطش لحسين فرح بخش - لون الليل للمخرج محمدعلي سجادي - من اعماق القلب (از صميم قلب) لبهرام كاظمي - العاشق(دلباخته) لخسرو معصومي | - ولهان (شيفته) لمحمد علي سجادي - صبيحة الانتصار(سحركاه بيروزي) لحسين بلنده - شوكران لبهروز افخمي - سلطان لمسعود كيميايي - الضيافة (ضياقت) لمسعود كيميايي - البطل تختي(جهان بهلوان تختي) لبهروز افخمي - حبل الوريد (شاهرك) للمخرج علي غفاري - الهروب القاتل (فرار مركبار) لتورج منصوري | - سنوات الاضطراب(سالهاي بي قراري) لمسعود نوابي - كاكادو للمخرجة تهمينه ميلاني - الرجل الخامس (مرد بنجم) لمحسن شهابي - أنا أحب الأرض(من زمين را دوست دارم) لابوالحسن داودي - الخسوف لرسول ملا قلي بور - المسافرون(مسافران) لبهرام بيضايي - غزال البر(اهوي وحشي) لحميد خيرالدين - المختار الثقفي |

## روابط خارجية
- فريبرز عربنيا على موقع IMDb (الإنجليزية)
- فريبرز عربنيا على موقع قاعدة بيانات الفيلم (الإنجليزية)
- فريبرز عربنيا على موقع كينوبويسك (الروسية)